# 玩具修理者
『玩具修理者』（がんぐしゅうりしゃ）は、小林泰三の短編小説。およびその映画化・舞台化作品。著者のデビュー作であり、第2回日本ホラー小説大賞短編賞を受賞した。短編集『玩具修理者』の表題作で、『酔歩する男』とともに収録。

## あらすじ
喫茶店で会話する2人の男女。女は奇妙な思い出を語りだす。
彼女がまだ幼いころ、近所に住んでいたという玩具修理者。大人たちは誰も知らず、子供たちだけが知っている秘密の存在。玩具修理者は頼めばどんなおもちゃでも直してくれる。人形や車のおもちゃ、果ては複雑なゲームソフトまでも。親が恐い子供たちは、壊したおもちゃをこっそり玩具修理者のところに持っていくのだった。
ある日、彼女は弟の道雄をおんぶして両親のお使いに行く際、猫の死体を持った少女に出会う。引っ掻くからと猫を踏み殺してしまったが、両親にバレると怒られるため玩具修理者のところに持っていくのだという。少女を見送った後、女は歩道橋から転倒し、過って弟の道雄を死なせてしまう。「怒られる!」と直感した幼い彼女の脳裏に玩具修理者のことがよぎる。
女は、他の少年が持ってきたモデルガンと弟の道雄が解体されるのを見ながら、転倒の怪我により自身も意識を失う。再び目を覚ました時、玩具修理者は、ワープロを修理していた。ワープロには猫か道雄のものと思われる生体が使われており、猫の目はモデルガンの弾がはめ込まれていた。
場面は、再び現在の喫茶店に戻る。会話相手の男が弟であること。女は転倒した際に顔の1/4を失ってしまい、玩具修理者に修理されたことで、猫の目を埋め込まれたこと。彼女が日中は室内であってもサングラスをつけている理由は、光を見ると目が細くなることが明らかになる。
「さぁ、見て！これでもう逃げ場はないわ！わたしの左の瞳は強い光を受けると細くなるのよ……猫の目だから。」　
「姉さんは一体何者なんだ？」　
「道雄こそ何者なの？」

## 余談
- 作中にはクトゥルー神話を想起させる単語が頻出する[1]。玩具修理者の名前“ようぐそうとほうとふ”は、神話に登場する旧支配者「Yog-Sothoth（ヨグ＝ソトホース）」から[2]。"くとひゅーるひゅー"は「Cthulhu（クトゥルフ）」、"ぬわいえいるれいとほうてぃーぷ"は「Nyarlathotep（ナイアーラトテップ）」、"てぃーきーらいらい"はShoggoth（ショゴス）の鳴き声「Tekeli-li（テキリ・リ）」。修理中に口にしているのはビートルズの楽曲で、"りーたいとびー（let it be）"、"ぎーとべいくく（get back）"、"すひーろうびーようゆーいぃーえいふいぃーえいふいぃーえいふ（She loves you, yeah, yeah, yeah）、あいめいがいにーどりーみーる（imagine (You may say I'm a) dreamer）"[3]。
- また同作者の長編『ΑΩ』において、ある重要な登場人物の名前が「玩具修理者」である。
- クトゥルー神話をモチーフに取った同作者の短編『C市』でも登場人物が「玩具修理者」の小説、映画に言及する場面がある。
- 冨樫義博のHUNTER×HUNTERに玩具修理者という治癒能力が登場する。

## 漫画
MEIMUによるコミカライズ。1998年11月1日初版発行、1998年10月28日発売。
- 他に「人獣細工」「吸血狩り」「兆―KIZASHI―」「本―HON―」を収録。

## 映画
2002年に渋谷QFRONTで公開され、2週間ドリンク付き低料金上映という新形式での上映形態も話題を集めた。
原作のスプラッター描写は抑えられ、ファンタジーテイストに仕上げられている。撮影は当時導入例の少ないHD1080/24Pで行われた。

### スタッフ
- 監督：はくぶん
- 脚本：相良敦子、はくぶん、松尾奈津
- 音楽：神津裕之
- 撮影：福本淳
- 照明：市川徳充
- 録音：中村淳
- 美術：佐々木尚
- 衣装デザイナー：スズキタカユキ
- 製作総指揮：奥山和由
- 製作者：真塩昇嗣、千野毅彦、河野聡
- プロデューサー：佐々木亜希子、橋本直樹
- 企画：田沢知樹、川城和実、小林栄太郎、遠谷信幸、榎本寛治
- 製作：キューフロント、バンダイビジュアル、テンカラット、電通、キュームービー

### 出演
- 女 - 田中麗奈
- 男 - 忍成修吾
- 玩具修理者 - 姿月あさと
- 玩具修理者の声 - 美輪明宏
- 少女 - 大平奈津美
- 麿赤兒
- 雨野美咲
- 矢野としこ

## 舞台
アジマリカムにより、2004年4月10日・11日、シアトリカル應典院で公演された。
- 出演：亜里、松本秀朗
- 演出：グラシアス小林